# Iulius (mois)
Iulius (juillet) était le cinquième mois du calendrier romain. Ce mois fut nommé en l’honneur de Caius Iulius Caesar (Jules César) lors de l'instauration du calendrier julien. Il devient graduellement, selon les pays, le 7e mois de l’année lorsque, en 532, l’Église de Rome décida que l’année commence le 1er janvier, voir Denys le Petit.

Note : la lettre J est apparue au Moyen Âge, ainsi Iulius est devenu Julius avec le temps.
| Juillet | Iulius                     | Iulius (forme longue)                               |
| ------- | -------------------------- | --------------------------------------------------- |
| 1       | Kalendae (Calendes)        | Kalendis Iuliis                                     |
| 2       | VI a.d. Nones              | ante diem VI (sextum) Nonas Iulias                  |
| 3       | V a.d. Nones               | ante diem V (quintum) Nonas Iulias                  |
| 4       | IV a.d. Nones              | ante diem IV (quartum) Nonas Iulias                 |
| 5       | III a.d. Nones             | ante diem III (tertium) Nonas Iulias                |
| 6       | Pridie Nones               | pridie Nonas Iulias                                 |
| 7       | Nonae (Nones)              | Nonis Iuliis                                        |
| 8       | VIII a.d. Ides             | ante diem VIII (octavum) Idus Iulias                |
| 9       | VII a.d. Ides              | ante diem VII (septimum) Idus Iulias                |
| 10      | VI a.d. Ides               | ante diem VI (sextum) Idus Iulias                   |
| 11      | V a.d. Ides                | ante diem V (quintum) Idus Iulias                   |
| 12      | IV a.d. Ides               | ante diem IV (quartum) Idus Iulias                  |
| 13      | III a.d. Ides              | ante diem III (tertium) Idus Iulias                 |
| 14      | Pridie Ides                | pridie Idus Iulias                                  |
| 15      | Idus (Ides)                | Idibus Iuliis                                       |
| 16      | XVII a.d. Augustis Kalends | ante diem XVII (septimum decimum) Kalendas Augustas |
| 17      | XVI a.d. Augustis Kalends  | ante diem XVI (sextum decimum) Kalendas Augustas    |
| 18      | XV a.d. Augustis Kalends   | ante diem XV (quintum decimum) Kalendas Augustas    |
| 19      | XIV a.d. Augustis Kalends  | ante diem XIV (quartum decimum) Kalendas Augustas   |
| 20      | XIII a.d. Augustis Kalends | ante diem XIII (tertium decimum) Kalendas Augustas  |
| 21      | XII a.d. Augustis Kalends  | ante diem XII (duodecimum) Kalendas Augustas        |
| 22      | XI a.d. Augustis Kalends   | ante diem XI (undecimum) Kalendas Augustas          |
| 23      | X a.d. Augustis Kalends    | ante diem X (decimum) Kalendas Augustas             |
| 24      | IX a.d. Augustis Kalends   | ante diem IX (nonum) Kalendas Augustas              |
| 25      | VIII a.d. Augustis Kalends | ante diem VIII (octavum) Kalendas Augustas          |
| 26      | VII a.d. Augustis Kalends  | ante diem VII (septimum) Kalendas Augustas          |
| 27      | VI a.d. Augustis Kalends   | ante diem VI (sextum) Kalendas Augustas             |
| 28      | V a.d. Augustis Kalends    | ante diem V (quintum) Kalendas Augustas             |
| 29      | IV a.d. Augustis Kalends   | ante diem IV (quartum) Kalendas Augustas            |
| 30      | III a.d. Augustis Kalends  | ante diem III (tertium) Kalendas Augustas           |
| 31      | Pridie Augustis Kalends    | pridie Kalendas Augustas                            |

## Source
Histoire romaine à l'usage de la jeunesse. Revue et complétée par l'Abbé Courval. Librairie Poussielgue. 1887